# A Momentary Lapse of Reason

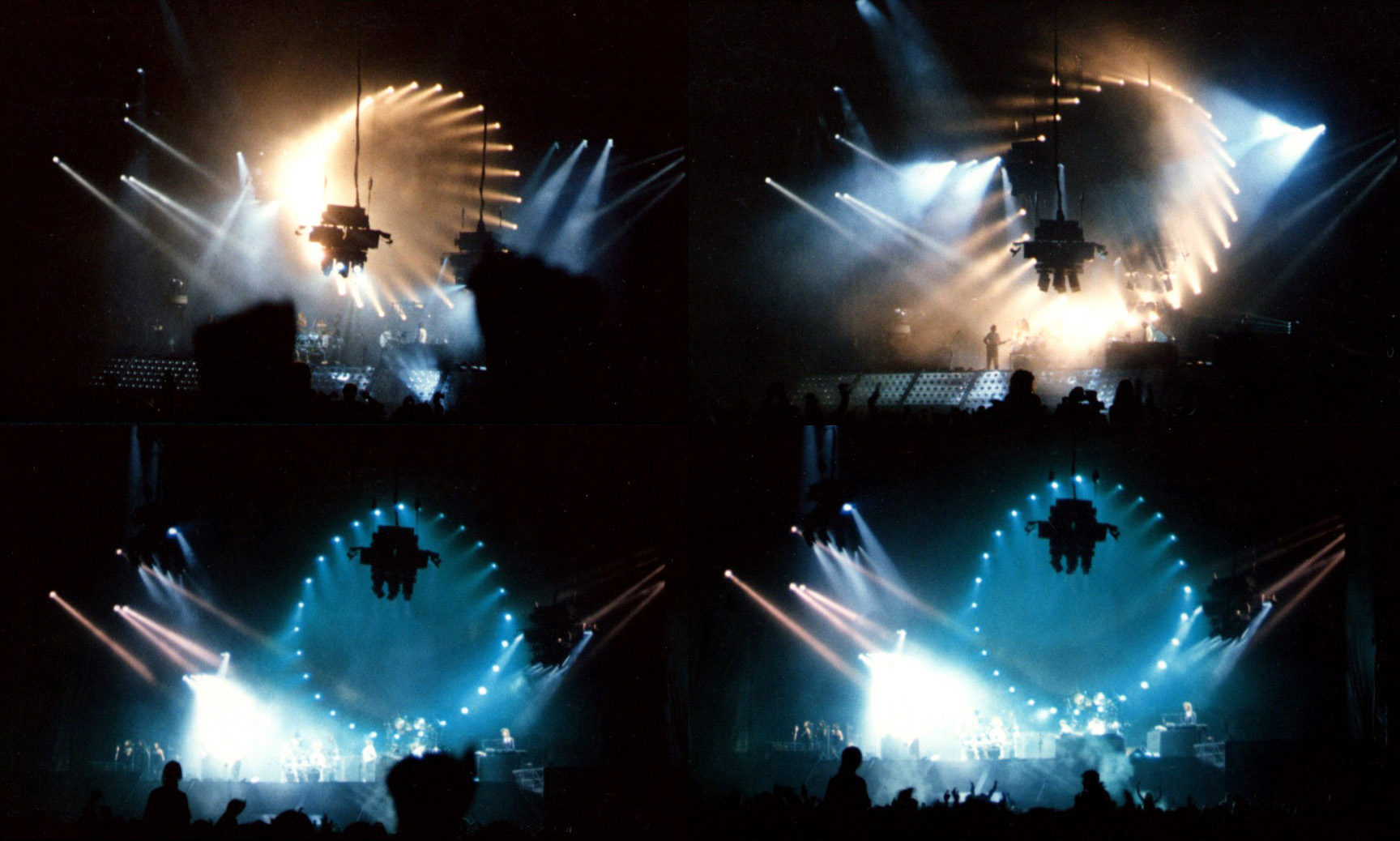
Montage van foto's genomen tijdens de tour na het verschijnen van A Momentary Lapse of Reason

A Momentary Lapse of Reason is een studioalbum van Pink Floyd uit 1987. Het is het eerste album van de band na het vertrek van Roger Waters.

## Achtergrond
Na het vertrek van Waters en de onenigheid die hier op volgde zetten David Gilmour en Nick Mason Pink Floyd voort. Hoewel Waters het er niet mee eens was dat zij de naam "Pink Floyd" bleven gebruiken, hadden zijn gerechtelijke stappen hiertegen geen succes.
In eerste instantie zou het album uitgebracht worden als een soloalbum van Gilmour. In december 1986 maakte Gilmour echter bekend dat hij genoeg vertrouwen in het album had om het als Pink Floyd-album uit te brengen. De band bestond op dat moment uit Gilmour en Mason. Tijdens de opnamen van A Momentary Lapse speelde Richard Wright ook mee, maar slechts als sessiemuzikant.

## Opnames
De opnamen voor A Momentary Lapse of Reason begonnen in oktober 1986. A Momentary Lapse werd uitgevoerd door Gilmour, Mason en een aantal sessiemuzikanten. De rol van Mason, die meende dat zijn slagwerk op dat moment niet op niveau was, was echter klein. Een groot deel van het slagwerk werd daarom geprogrammeerd met behulp van een drummachine ("Sorrow") of uitgevoerd door sessiemuzikanten, zoals Carmine Appice ("The Dogs of War") en Jim Keltner ("On the Turning Away", "One Slip"). Mason en Gilmour leden oorspronkelijk aan vliegangst. Nadat ze deze overwonnen hadden werden ze beide enthousiaste amateurvliegers. In "Learning to Fly" is te horen hoe Mason met een verkeerstoren praat vanuit zijn privévliegtuig.
Sessietoetsenist Jon Carin bleef samenwerken met zowel het nieuwe Pink Floyd als met Roger Waters. Wright had slechts een kleine bijdrage als sessiemuzikant maar werd (nog) geen officieel lid van de nieuwe band.

## Hoesontwerp
Op de albumcover van A Momentary Lapse zijn 700 ziekenhuisbedden te zien op een strand ("Saunton Sands") in de buurt van Devon. De afbeelding werd gecreëerd door Storm Thorgerson. Hij gebruikte hiervoor geen trucage: de bedden werden daadwerkelijk op het strand geplaatst om te worden gefotografeerd.

## Tracklist
| Nr. | Titel                                | Schrijver(s)                                         | Duur |
| --- | ------------------------------------ | ---------------------------------------------------- | ---- |
| 1.  | Signs of Life (instrumentaal)        | David Gilmour, Bob Ezrin                             | 4:24 |
| 2.  | Learning to Fly                      | Gilmour, Anthony Moore, Ezrin, Jon Carin             | 4:53 |
| 3.  | The Dogs of War                      | Gilmour, Moore                                       | 6:05 |
| 4.  | One Slip                             | Gilmour, Phil Manzanera                              | 5:10 |
| 5.  | On the Turning Away                  | Gilmour, Moore                                       | 5:42 |
| 6.  | Yet Another Movie / Round and Around | Gilmour (beide), Patrick Leonard (Yet Another Movie) | 7:28 |
| 7.  | A New Machine (Part 1)               | Gilmour                                              | 1:46 |
| 8.  | Terminal Frost                       | Gilmour                                              | 6:17 |
| 9.  | A New Machine (Part 2)               | Gilmour                                              | 0:38 |
| 10. | Sorrow                               | Gilmour                                              | 8:46 |

## Bezetting
- David Gilmour - zang, gitaar, keyboard, productie
- Nick Mason - drum, percussie, geluidseffecten, drummachine
- Richard Wright - keyboard, achtergrondzang
- Tony Levin - basgitaar
- Bob Ezrin - percussie
- Carmine Appice - drums
- Jim Keltner - drums
- Jon Carin - keyboards
- Tom Scott - saxofoon
- Scott Page - saxofoon
- Patrick Leonard - synthesizer
- Bill Payne - Hammondorgel
- Michael Landau - gitaar
- John Helliwell - saxofoon
- Darlene Koldenhaven, Carmen Twillie, Phyllis St. James, Donnie Gerrard - achtergrondzang

- MusicBrainz release group: 4940b8aa-898b-3e60-9992-94e073bab6f6

Nummers van Pink Floyd